# مایکل جیراسوله
مایکل جیراسوله (انگلیسی: Michael Girasole؛ زادهٔ ۳۰ ژانویهٔ ۱۹۸۹) بازیکن فوتبال اهل ایتالیا است.
از باشگاه‌هایی که در آن بازی کرده‌است می‌توان به باشگاه فوتبال آتالانتا اشاره کرد.